# 뉴 닌텐도 3DS
뉴 닌텐도 3DS(New Nintendo 3DS)은 닌텐도가 발매한 휴대용 게임기이며, 닌텐도 3DS와 닌텐도 2DS의 후속작이다. 여전히 안경 없이 3D 게임을 즐길 수 있으며 기존의 닌텐도 3DS / 3DS XL / 2DS에 ZL / ZR 버튼과 C스틱을 추가한 기종이다. CPU가 쿼드코어가 됐으며 속도가 개선되었다. 뉴 닌텐도 3DS 전용 소프트웨어가 발매되었다. 또한 닌텐도 3DS 전용으로 개발된 닌텐도 3DS 다운로드 소프트웨어뿐만 아니라, 닌텐도 DSi를 포함한 닌텐도 DS 시리즈 소프트웨어도 플레이 가능하다.
인터넷이 더 빨라지고 간편해졌으며 외국에서는 넷플릭스, 유튜브, 훌루 플러스를 닌텐도 eShop에 다운받아서 무료로 시청이 가능하며, 대응 피규어인 아미보도 있으며 NFC 통신도 가능하다. 그리고 외국의 닌텐도 3DS 시리즈에서만 볼 수있는 테마 샵(Theme Shop)이 있다. 테마 샵은 닌텐도 초기 화면에 있는 배경화면을 자기가 원하는 (닌텐도)캐릭터 배경화면으로 사는 것이다.

## 역사
뉴 닌텐도 3DS는 2014년 8월 29일 닌텐도 다이렉트에서 신형 3DS를 발매한다고 발표했다. 일본명은 일반 크기의 화면인 뉴 닌텐도 3DS, 화면이 더 큰 뉴 닌텐도 3DS LL이다. 2014년 10월 11일 캡콤에서 개발한 몬스터 헌터 4G의 발매일에 맞춰서 발매했다. 뉴 닌텐도 3DS/LL는 각각 16000엔, 18000엔에 발매되었다. 충전기 거치대는 3DS 전용이 1000엔, LL 전용이 1200엔이다.
당시 2014년 8월 29일차 닌텐도 다이렉트에서는 일본 외에 해외 발매 계획이 없다고 발표했으나, 2014년 11월 21일에 호주에서 발매되었다.
2015년이 되자 클럽 닌텐도 회원들을 대상으로 닌텐도의 로고가 새겨진 엠베서더 에디션을 선행 한정판매를 실시했다. 2015년 1월 14일차 닌텐도 다이렉트에서 북미, 유럽 발매가 2015년 2월 13일에 확정되었다. 북미는 영어명 뉴 닌텐도 3DS XL(LL)만 발매하겠다고 했으며 판매 시 충전기는 별도로 구매해야 한다고 했다. 반대로 유럽은 3DS와 XL 모두 발매하겠다고 했다.
2015년 2월 13일에 뉴 닌텐도 3DS/XL이 몬스터 헌터 4G의 영어명인 몬스터 헌터 4 얼티메이트가 런칭 타이틀로 발매되었다.
2017년 4월 28일에는 닌텐도 2DS의 후속이자 뉴 닌텐도 3DS XL과 같은 새로운 디자인과 3D기능을 제거되어 갖춘 뉴 닌텐도 2DS XL을 발표하였다.

### 대한민국 발매
대한민국은 2015년 3월 19일, 한국닌텐도 다이렉트에서 2015년 5월 1일에 뉴 닌텐도 3DS XL이 먼저 소비자희망가격 22만 5천원에 발매될 예정이라 발표하였고, 2015년 5월 1일 발매되었다. 색상은 메탈릭 블루와 메탈릭 레드가 있다. 소비자희망가격 23만 5천원에 몬스터 헌터 4G 한정판도 2015년 5월 1일에 발매되었다. 다른 나라와 마찬가지로 AC어댑터는 미포함이다. 뉴 닌텐도 3DS의 경우는 9월 10일에 뉴 닌텐도 3DS 마리오 스폐셜 에디션을 발매하였다. 지바냥 스페셜 에디션도 11월 26일 발매하였다.
New 닌텐도 3DS XL은 2019년 9월 10일에 생산 종료되었다.

## 같이 보기
- 닌텐도 3DS
- Wii
- 닌텐도 DS
- 닌텐도 스위치